# Woodlawn (Virgínia)
Woodlawn é uma Região censo-designada localizada no estado norte-americano de Virginia, no Condado de Carroll.

## Demografia
Segundo o censo norte-americano de 2000, a sua população era de 2249 habitantes.

## Geografia
De acordo com o United States Census Bureau tem uma área de
50,6 km², dos quais 50,6 km² cobertos por terra e 0,0 km² cobertos por água. Woodlawn localiza-se a aproximadamente 783 m acima do nível do mar.

## Localidades na vizinhança
O diagrama seguinte representa as localidades num raio de 20 km ao redor de Woodlawn.